# مورين إدواردز
مورين إدواردز (بالإنجليزية: Maureen Edwards)‏ هي ممثلة أسترالية، ولدت في 17 أبريل 1944 في نيبيار في نيوزيلندا.

## أعمال

### مسلسلات
- أكنتري براكتيس

## وصلات خارجية
- مورين إدواردز على موقع IMDb (الإنجليزية)
- مورين إدواردز على موقع قاعدة بيانات الفيلم (الإنجليزية)